# Georg Leonhard Weber

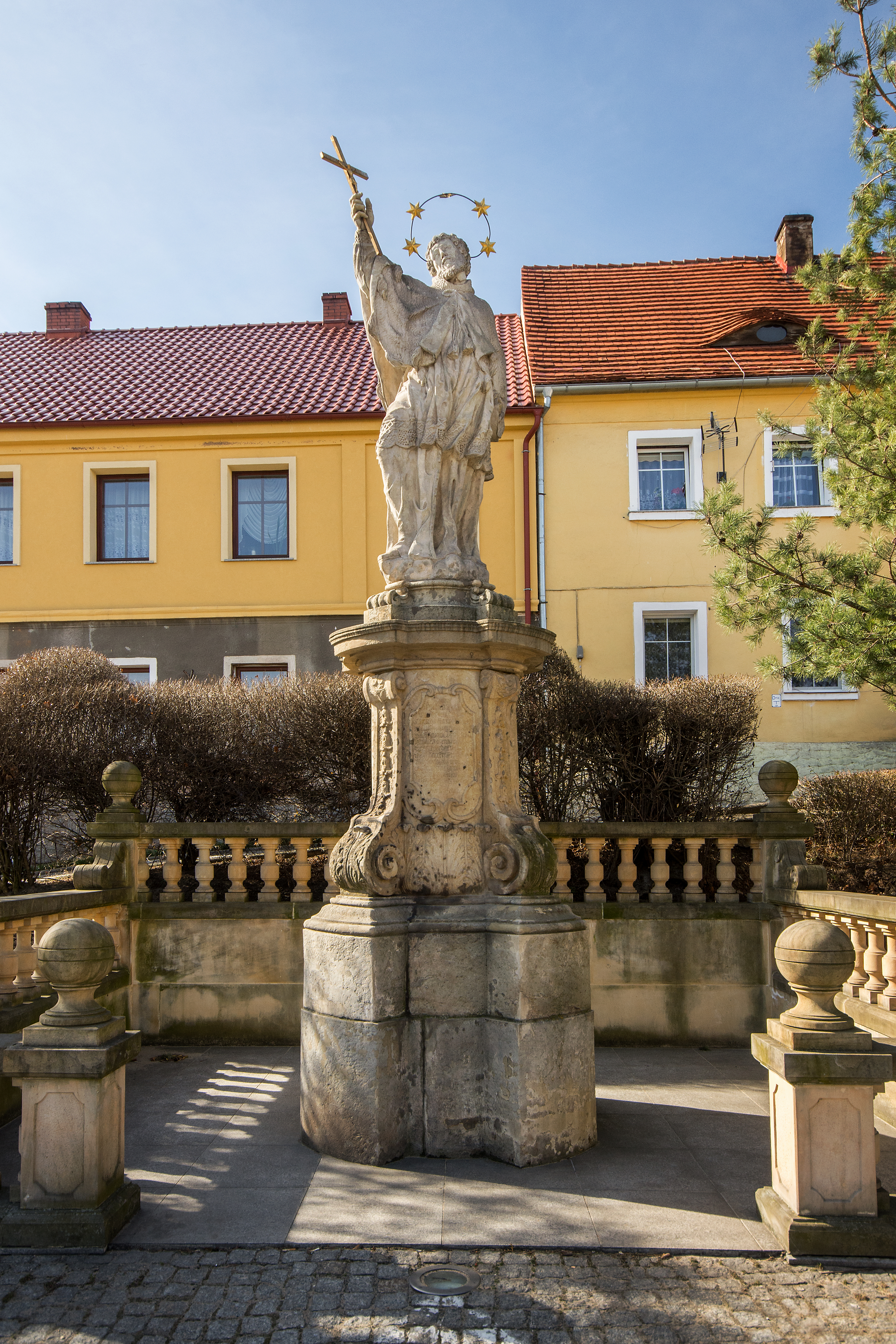
Georg Leonhard Weber, pomnik św. Jana Nepomucena w Dobromierzu

Georg Leonhard Weber (ur. ok. 1665/1670 we Frankonii zm. po 1732) – czynny na Dolnym Śląsku, a zamieszkały w Świdnicy rzeźbiarz doby baroku.

## Życie
Brak dokładniejszych wiadomości o jego pochodzeniu. Bezspornym dokumentem poświadczającym jego osiedlenie się w Świdnicy jest wpis do ksiąg parafialnych poświadczających zawarcie ślubu 24 października 1698 w którym wpisano iż jest „synem pana Jana Baltazara Webera, rzeźbiarza Jego Wysokości Księcia von Schwartzenbeg”. Miał sześcioro dzieci. Niektórzy z jego synów poświęcili się rzeźbiarstwu. Tworzył rzeźby przeznaczone do obiektów świeckich i sakralnych. Przy tworzeniu zespołów rzeźbiarskich współpracował z innymi wybitnymi rzeźbiarzami m.in. jezuitą Johanem Riedelem, Franzem Mangoldtem za którego wydał jedną z córek, czy architektem F. A. Hammerschidtem.

## Dzieło

### Świdnica
- Rzeźby prospektu organowego w katedrze śś. Stanisława i Wacława zwane „Niebiańską Orkiestrą”.
- Dziewięć figur w nawie głównej tamże.
- Figura św. Floriana.
- Studnia Atlantów.

### Bolesławiec
- Ołtarz główny Wniebowzięcia NMP w bazylice.

### Grodowiec
- Ołtarz główny w kościele pw. św. Jana Chrzciciela – Sanktuarium Matki Bożej Jutrzenki Nadziei.
- Ambona w kościele pw. św. Jana Chrzciciela – Sanktuarium Matki Bożej Jutrzenki Nadziei.
- Ołtarze boczne w kościele pw. św. Jana Chrzciciela – Sanktuarium Matki Bożej Jutrzenki Nadziei.

### Namysłów
- Ołtarz Męki Pańskiej w kościele pw. św. Piotra i Pawła (1720 r.)

### Pomniki św. Jana Nepomucena
Ponad 10 wolnostojących figur św. Jana Nepomucena położnych w różnych regionach Dolnego Śląska i w hrabstwie kłodzkim (znane w miejscowościach Jawor, Jelenia Góra Cieplice, Chełmsko Śląskie, Lewin Kłodzki, Świdnica, Mirsk, Świdnica Polska, Bolesławiec, Dobromierz, Kostomłoty, Milin, być może Okrzeszyn).